# Înzăpezirea trenurilor InterRegio 1732 și 1594 din 2012
Înzăpezirea trenurilor InterRegio 1732 și 1594 din 2012 a fost un eveniment feroviar produs în perioada 6 – 8 februarie 2012 pe Magistrala CFR 700, pe ruta Galați – Brăila – Făurei – Buzău.

## Cronologie

### Galați
Garnitura trenului InteRegio 1732 a plecat din Gara Galați pe data de 6 februarie 2012 la ora 6:40, spre Brașov.
Pentru perioada respectivă CFR Călători fusese notificată de existența unei avertizări meteorologice de cod portocaliu.

### Brăila
Sosirea la Brăila, unde ningea abundent și viscolea puternic, a fost la ora trecută în livretul de mers.
Vremea a continuat însă să se înrăutățescă și zăpada să se depună (drumurile erau deja blocate), astfel că garnitura trenului InteRegio 1732 a staționat pînă la ora 21 în seara de 6 februarie în Gara Brăila, așteptând ca un plug de zăpadă să-i deschidă drumul. Până la venirea plugului, în gară a sosit de la Galați garnitura trenului InterRegio 1594 cu destinația București. Ca urmare a unei dispoziții a Biroului de Conducere Centralizată a Traficului Feroviar, călătorii celei de-a doua garnituri au fost transferați în prima, astfel că la momentul respectiv numărul călătorilor din vagoane a ajuns la 300. Printre călătorii din a doua garnitură se numărau și nouă componenți ai clubului de fotbal Oțelul Galați (nc|Cristian Brăneț, Alejandro Viglianti, Cristian Sârghi, Cornel Râpă, Silviu Ilie, Samuel Cojoc, Valentin Munteanu, Ionuț Neagu și Sergiu Costin) care ar fi trebuit să prindă o cursă de avion către Spania.
După plecarea din Brăila, trenul a staționat în fiecare haltă pentru a aștepta deszăpezirea traseului până la următoarea stație.

### Făurei

#### 7 februarie
După ora 1 noaptea a zilei de 7 februarie garnitura a ajuns la Făurei. Plugul antemergător, lovindu-se însă în dreptul unui podeț de un obstacol, s-a defectat și a trebuit să se întoarcă în stația Făurei. Un plug funcțional, aflat ca antemergător pentru un tren ce venea de la Constanța, a ajuns ulterior în Gara Făurei în noaptea de 6 spre 7 februarie, dar din cauza unei căderi de tensiune în stație, utilajul nu a putut fi trimis să deszăpezească linia spre Buzău decât după ora 5 dimineața. După ce acesta a trecut de prima haltă pe traseu (C. A. Rosetti), garnitura a fost pusă în mișcare spre Buzău.
Sosit în halta C. A. Rosetti înainte de ora 7 trenul nu a mai putut pleca de acolo, deoarece plugul s-a întors inițial în gară dinspre Cilibia cu elicea de deszăpezire blocată și, ulterior plecat din nou după deblocarea acesteia, a rămas pe traseu blocat în sulurile masive de zăpadă. În urma trenului staționat în C. A. Rosetti alte suluri de zăpadă au blocat linia spre Făurei. Într-un context în care potrivit datelor comunicate de CFR, vântul a bătut cu peste 100 de kilometri pe oră în zonă, pentru a se conserva căldura în vagoane locomotiva a fost ținută în funcțiune și, pentru a nu fi garnitura blocată pe linie trenul a fost permanent deplasat înainte și înapoi, chiar dacă mișcarea a fost îngreunată de zăpadă. Nu au putut însă fi asigurate surse de hrană și apă pentru călători
Un alt plug a fost trimis de Regionala CFR Galați spre trenul blocat. Acesta a ajuns dinspre Făurei înainte de ora 14 a zilei de 7 februarie. În jur de ora 15, mergând foarte aproape de utilaj deoarece viscolul acoperea imediat urmele acestuia, garnitura s-a reîntors la Făurei, unde locomotiva a fost mutată la celălalt capăt.
Pornit spre Brăila în jur de ora 17, trenul nu a ajuns prea departe deoarece suluri foarte mari de zăpadă  înalte de un metru și jumătate, aflate pe o distanță foarte mare l-au blocat înainte de ora 18. La doar trei kilometri de Făurei gerul a înghețat însă saboții de frână ai vagoanelor. Cu ajutorul a 5 locomotive și după câteva ore de muncă, vagoanele au fost reîntoarse în Făurei, unde aveau să stea în noaptea următoare. În stație trenul a continuat să fie mișcat de propria locomotivă pentru a nu îngheța. Dat fiind că între timp sistemul de încălzire al unora dintre vagoane s-a defectat, călătorii din acestea s-au deplasat în vagoanele funcționale.
În cursul zilei unul dintre călători a necesitat îngrijiri medicale, iar fotbaliștii Oțelului Galați (care în cursul nopții precedente fuseseră duși în incinta spitalului din Făurei) au fost transportați în două tranșe cu elicopterul de către patronului clubului Astra Ploiești, Ioan Niculae, la București. În cursul serii jandarmii au reușit să-i aprovizioneze cu apă și cu unele alimente pe călători.

#### 8 februarie
În ziua de 8 februarie dimineața în jurul orei 5, noi provizii trimise de Prefectura Brăila cu două autovehicole militare cu tracțiune 6x6 și aduse de jandarmi, au ajuns la călători.. După prânz un alt plug a sosit în Făurei pentru a deschide trenului calea spre Brăila.

### Epilog
Din Făurei garnitura a plecat spre Galați.Odată ajuns în gara Brăila (unde celor 300 de călători primăria le-a oferit ceai, cafea, și gustări calde), a existat intenția de a fi redirijat spre București pe drumul deschis de plugul antemergător al unui tren Intercity, dar s-a renunțat deoarece în cîteva zeci de minute viscolul a troienit din nou calea ferată. În jurul orei 17,00 pe data de 8 februarie, garnitura a ajuns în orașul din care plecase.

## Cauze
Deși cauzele evenimentului au fost fenomenele meteo extreme, totuși deciziile luate de către comandamentul de la Galați s-au dovedit a fi discutabile. Confruntarea cu natura ar fi putut fi evitată, dacă nu s-ar fi luat decizia de a se da totuși drumul plecării garniturii din stația Brăila.
În opinia directorului Regionalei CFR Călători – Ștefan Costin, în ziua de 6 februarie totuși nu existau informații că s-ar putea întâmpla ceva care să oprească circulația trenurilor, iar călătorii au făcut presiuni pentru plecarea garniturii (într-un context în care drumurile fiind blocate, singura posibilitate de deplasare rămăsese calea ferată). În interpretarea prefectului județului Galați Paul Florea însă, situația a fost gestionată greșit și există o vină umană demonstrabilă în ceea ce privește înșiruirea de întâmplări care a condus la situația respectivă.
Din cauza electrificării căii ferate nu s-au putut folosi turbo-frezele care ar fi tăiat troienele de pe șinele de tren, deoarece presiunea mare a jetului de zăpadă ar fi putut produce avarii la rețeaua de 27 kv a căii ferate.